# Yuhanna ibn Masawaih
Pour les articles homonymes, voir Masawaih.

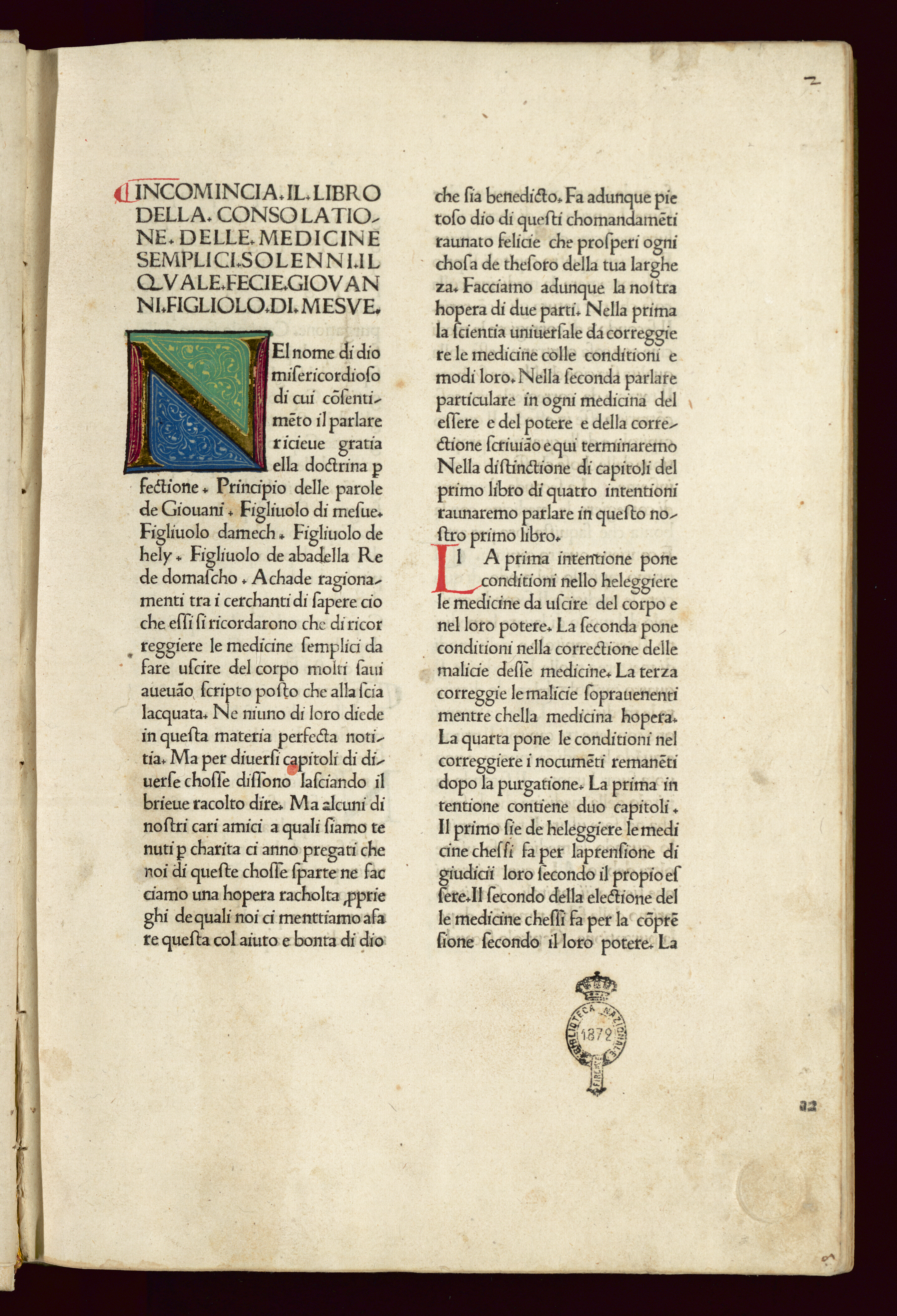
De consolatione medicinarum, 1475

Yuhanna ibn Masawaih ou Yahya ibn Masawaih (en arabe « Jean fils de Mésué »), connu autrefois en Occident sous le nom de Jean Mésué, est un médecin perse ou assyrien chrétien, appartenant à l'Église nestorienne, né à Bagdad sous le règne d'Hâroun ar-Rachîd en 777 ou 790, mort à Samarra en 857.

## Éléments biographiques
Il était le fils d'un préparateur en pharmacie de l'hôpital de Gundishapur, nommé Masawaih, que Gabriel bar Bokhticho fit venir à Bagdad dans les années 790 quand le calife Hâroun ar-Rachîd le chargea de fonder le premier hôpital de la capitale, et d'une certaine Risala, ancienne esclave du médecin David bar Sérapion. Lui et son frère Michel furent les élèves de Gabriel, dont Michel devint le gendre. Gabriel ayant été disgracié, Michel fut un temps le médecin du calife al-Mamoun, mais n'ayant pas réussi à le guérir d'une maladie en 825, il fut renvoyé et Gabriel rappelé. Ce Michel fut réputé pour son conservatisme en médecine, ne croyant qu'aux auteurs anciens : il refusa paraît-il toujours de manger des bananes parce que ce fruit n'était pas mentionné par ces auteurs. 
Yuhanna épousa une fille d'Abdallah al-Tayfuri (médecin de la cour, notamment au temps du calife al-Hadi). Il eut aussi, bien que diacre de l'Église, des concubines à la manière musulmane, ce qui lui attira l'hostilité de sa belle-famille. Il eut de sa femme un fils laid et stupide, dont il fit son souffre-douleur. Il n'hésita pas à formuler le souhait de le disséquer : « Je pourrais connaître par sa dissection la cause de sa stupidité, écrit-il, je délivrerais le monde de sa tare, et je procurerais du savoir aux gens, par la description que je ferais de son corps et du réseau de ses artères, de ses veines et de ses nerfs. Mais les autorités l'interdisent ». Ce fils finit par tomber malade et mourir, à la suite, selon la famille al-Tayfuri, d'une saignée pratiquée par le père. Le conflit entre Yuhanna et sa belle-famille devint alors violent : ils habitaient des maisons voisines dans la partie orientale de Bagdad, et Yuhanna possédait un paon qui passait souvent ses nuits perché sur le mur mitoyen à pousser des cris stridents ; une nuit son beau-frère David al-Tayfuri, ancien médecin devenu moine, tua le volatile d'un coup de marteau ; le lendemain Yuhanna l'insulta copieusement en le traitant de bossu. Il était en effet réputé pour la méchanceté de son caractère autant que pour son impiété, et on rapporte beaucoup de ses répliques cinglantes.
Mais il fut le médecin de Bagdad le plus réputé de son temps, et sa salle d'attente était toujours pleine des gens les plus connus. Il fut médecin de quatre califes successifs, d'al-Mamoun à Jafar al-Mutawakkil. Il acquit également une grande réputation comme professeur de médecine, et le plus célèbre de ses élèves ne fut autre que Hunayn ibn Ishaq, vis-à-vis duquel il ne manifesta pourtant pas une grande clairvoyance, puisqu'il le chassa de son école en le déclarant incapable à jamais de pratiquer la médecine. Cependant, on rapporte que plus tard c'est à sa demande qu'Hunayn traduisit la Methodus medendi (en arabe Kitab hilat al-Bur) de Galien.
Son esprit scientifique se manifesta par son souci de pratiquer des dissections. En 836, un prince de Nubie rendit visite au calife al-Mutasim et lui offrit un grand singe en cadeau. Le calife abandonna l'animal à Yuhanna, qui s'empressa de le disséquer pour en faire la description anatomique. Il composa ensuite un Kitab at-tashrih (Livre d'anatomie), qui n'a pas été conservé. Quant à sa culture livresque, elle englobait des auteurs non seulement grecs, mais indiens : il cite Âryabhata dans son Kitab dafal al-'ain.

## Œuvre écrite
Ibn Abi Usaybi'a lui attribue quarante-deux ouvrages, et d'autres, qui ne sont pas dans sa liste, sont cités par Rhazès et al-Biruni ; il nous en reste trente-et-un, mais très peu ont été édités. Il y a d'abord le fameux Livre des aphorismes (en arabe Nawadir aṭ-ṭibb), connu en Occident depuis le Moyen Âge: c'est un recueil de 132 aphorismes dont beaucoup relèvent du bon sens élémentaire (ex. : « Que le médecin n'oublie pas d'interroger le malade sur tous les éléments, intérieurs ou extérieurs, qui ont pu causer la maladie » ou encore « Que le malade se borne à un seul médecin en qui il ait confiance »), d'autres de lieux communs de la médecine ancienne (rôle de l'astrologie, théorie des humeurs, etc.), d'autres encore de la superstition crasse (« Les femmes qui copulent appuyées sur le côté droit enfantent rarement des filles » ou « Le mari qui sodomise souvent sa femme aura des fils efféminés, surtout si sa femme aime ça »!). Ce livre n'était d'ailleurs pas attribué en Occident à « Jean Mésué » : il en circula une traduction latine anonyme en Occident dès le XIIe siècle, sous le curieux titre d'Aphorismes de Jean Damascène, et l'ouvrage fut retraduit au XIIIe siècle par le dominicain portugais Gilles de Santarem, qui le fit figurer comme sixième livre du De secretis in medicina (Kitāb fī Sirr ṣinā'at aṭ-ṭibb) de Rhazès, lequel ne comporte en fait que cinq livres.
Parmi les autres livres qui ont été édités, on relève le Livre des temps, qui est un calendrier médical qui indique, pour chaque mois, ce qui convient en fait d'aliments, de boissons, de parfums, de soins corporels, de médecines, etc., un Livre des simples, un Livre des parfums, un traité de diététique, un autre sur les vertus du sirop d'orgeat. Yuhanna est aussi l'auteur de plusieurs traités d'ophthalmologie (dont déjà son père Masawaih était spécialiste), parmi lesquels le Kitab dafal al-'ain (le Livre de la déficience de l'œil). Ce qui était réellement connu de lui en Occident au Moyen Âge, c'est, outre le Livre des aphorismes qui ne lui était pas attribué, des fragments de ses traités d'ophthalmologie. Il est aussi l'auteur de quelques ouvrages ne concernant pas directement la médecine, comme un traité sur les pierres précieuses qui est le plus ancien traité de minéralogie en langue arabe.
Ont également circulé en Occident sous le nom de « Jean Mésué » un certain nombre de traités de pharmacie qui ne sont pas de lui, notamment un fameux antidotaire en douze livres appelé le Grabadin, qui fut une référence en matière de pharmacopée jusqu'au XVIIIe siècle, mais qui ne date que du XIIe siècle.

## Éditions
- Gérard Troupeau (trad.), « Le Livre des temps », Arabica 15, 1968, p. 113-142.
- Gérard Troupeau et Danièle Jacquard (éd.), Livre des axiomes médicaux (Aphorismi) (arabe, versions latines et traduction française), Droz, Genève, H. Champion, Paris, 1980.